# ژیامن ایرلاینز

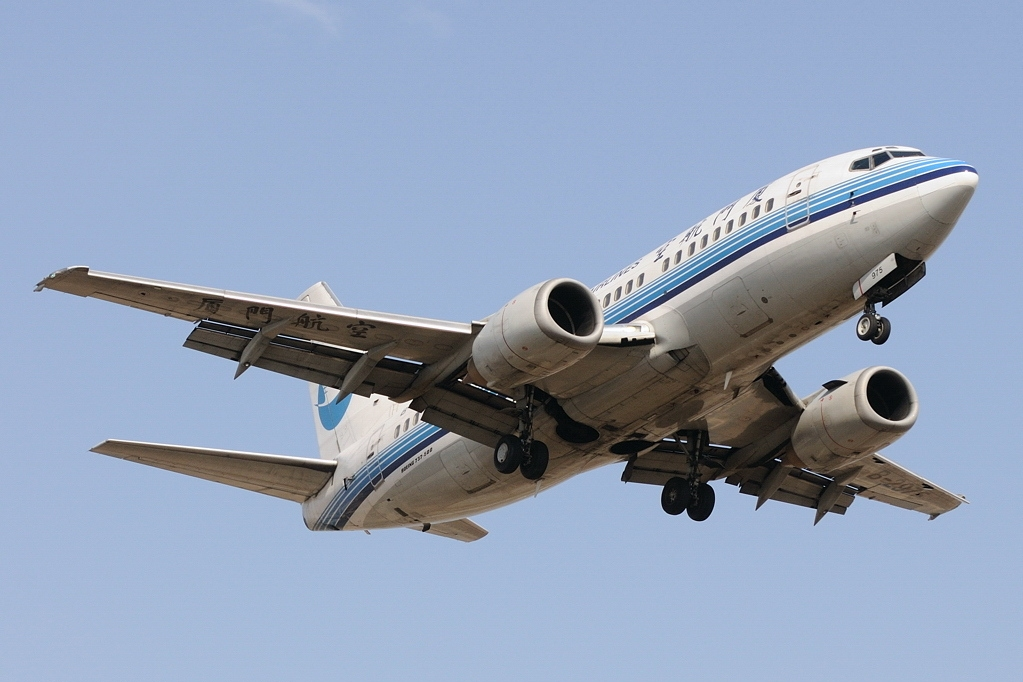
هواپیمای بوئینگ ۷۳۷ متعلق به ژیامن ایرلاینز

ژیامن ایرلاینز (به انگلیسی: Xiamen Airlines) شرکت هواپیمایی چینی است، که در سال ۱۹۸۴ راه‌اندازی شد و در حال حاضر روزانه به ۷۰ مقصد داخلی و بین‌المللی، پروازهای مستقیم دارد. این شرکت در سال ۲۰۱۲ بیش از ۱۸٫۵ میلیون مسافر را منتقل نموده‌است.
دفتر مرکزی این شرکت در شهر شیامن، فوجیان، جمهوری خلق چین قرار دارد و فرودگاه بین‌المللی زیامن گائوچی، فرودگاه بین‌المللی فوژو چنگل و فرودگاه بین‌المللی هانگجو ژیاشان، قطب‌های این شرکت هواپیمایی به‌شمار می‌آیند.
هواپیمایی جنوبی چین با در اختیار داشتن ۵۱٪ درصد، گروه توسعه ساخت‌وساز ژیامن با ۳۴٪ درصد و گروه انرژی ژیجانگ با ۱۵٪ درصد از سهام شرکت ژیامن ایرلاینز، سهامداران اصلی آن محسوب می‌شوند. این شرکت در حال حاضر در ناوگان هوایی خود، دارای ۱۰۳ فروند هواپیمای جت مسافربری می‌باشد، که کلیه ناوگان آن را هواپیماهای شرکت بوئینگ تشکیل می‌دهند.